# Gebietsstand
Ein Gebietsstand beschreibt ein geografisch meist zusammenhängendes Gebiet, in welchem sich der Wirkungsbereich einer Verwaltungseinheit befindet.
Gebietsstände können sich ändern infolge von:
- Kommunalreformen
- vereinbarungsgemäßen Gebietsübereignungen zwischen (meist) benachbarten Verwaltungseinheiten
- einseitige Eingliederung fremden Territoriums (Annexion)

Die Bezeichnung eines Gebietsstandes erfordert neben der Angabe des Namens der Verwaltungseinheit auch die Angabe des betreffenden Zeitpunktes oder Zeitraumes.